# Лазская война
Лазская война, или Ирано-византийская война, или Большая война в Эгриси (груз.  ეგრისის დიდი ომი) происходила между Византийской империей и Сасанидским Ираном за контроль над грузинской областью Лазика (современная западная Грузия). Длившаяся с переменным успехом с 541 по 562 год, война закончилась относительной победой Византии. 
Лазская война подробно описана в исторических трудах Прокопия Кесарийского и Агафия Миринейского.

## Ход войны

### Предыстория
Внешняя политика византийского императора Юстиниана основывалась на политической идее восстановления прежней римской империи (renovatio imperii), поэтому он вёл войны с королевствами вандалов и остготов. Король остготов Витигес, вовлечёный с 535 года войну против Юстиниана, отправил в 538-39 гг. к шахиншаху Ирана Хосрову I послов, с целью побудить того начать войну против Византии. Примирительное письмо от Юстиниана I не смогло убедить Хосрова отказаться от своих планов, и весной 540 года войска Сасанидов вторглись на византийскую территорию.

### Первый период конфликта
Хосров воздержался от атаки на сильную римскую крепость Киркесион и стремился как можно быстрее достичь Сирии и Киликии. Захватив Суру, он прошел через Сергиополь и Иераполь, за оба из них был выплачен выкуп, а затем направился к своей настоящей цели: Антиохии. Сасаниды взяли и разрушили город Берою (Алеппо), который находился между Антиохией и Иераполем, и в июне 540 года осадили сирийскую столицу, которая через несколько дней попала в руки персов. Город был разграблен и сожжён, а его жителей Хосров переселил в Иран. Юстиниан был вынужден заключить мир на тяжёлых для ромеев условиях: выплата 50 кентенариев золота единовременно и 5 кентенариев ежегодно. Хосров обязался покинуть страну, а в дальнейшем охранять Каспийские ворота от кочевников.
В 541 году, отказавшись от мирного договора, войну начал Юстиниан I, назначив полководца Велизария командующим кампанией. Последний выступил из Дары вместе со своими остготскими контингентами и арабскими союзниками Гассанидами и подошёл к персидской крепости Нисибис, но не сумел её взять и вместо этого начал осаду Сисауранона, близлежащей пограничной крепости. Через непродолжительное время гарнизон крепости сдался и перешёл на сторону византийцев. Изнуряющая жара Месопотамии вызвала серьезные заболевания в римском лагере, что заставило Велизария остановить кампанию. В 542 году воюющие стороны, опасаясь эпидемии чумы, заключили перемирие, и в дальнейшем боевые действия шли в основном на Кавказе.
По заключенному в 532 году «Вечному миру» Персия признавала Лазику входящей в сферу византийского влияния. Агрессивные попытки Византии установить здесь свою администрацию вызвали в 541 году восстание лазов. В этом же году, в ответ на призыв лазского царя Губаза II, персидский шаханшах Хосров I вошёл в Лазику и захватил основную византийскую крепость Петру, установив свой контроль над регионом. Однако попытки шаха установить прямой контроль над страной и его усилия по распространению зороастризма вскоре вызвали недовольство христианских священников.
Узнав о восстании в Иране принца Анасозада и вспышке чумы в персидских войсках, Юстиниан прервал перемирие и в 543 году приказал всем византийским войскам на востоке начать вторжение в Персидскую Армению. По Прокопию Кесарийскому, Юстиниан I «хорошо знал, что никто из врагов им не помешает». Армия ромеев дошла до Двина, но была разбита в сражении при Англоне и отступила. 
Победа при Англоне позволила персам активизировать военные действия на месопотамском ТВД. В 544 году Хосров в четвертый раз вторгся на территорию Византии и осадил Эдессу, но не смог её взять, и весной 545 года снова было заключено перемирие сроком на 5 лет. Но Хосров отказался согласиться на требование императора, чтобы это перемирие распространялось на операции в Лазике, где, как он считал, он занимал сильную позицию. Поэтому в течение срока перемирия между двумя державами в Колхиде шла «непризнанная» война. 

### Боевые действия в Лазике
В 548 году Лазике вспыхнуло восстание против персов. Губаз II запросил помощи Юстиниана и вступил в союз с аланами и сабирами. Обладание Лазикой, расположенной на побережье Чёрного Моря и контролирующей важные горные проходы через Кавказ, являлось важным стратегическим приоритетом для обеих империй. 
Так как для Византии это был барьер против продвижения Ирана через Иберию к черноморскому побережью, в 549 Юстиниан отправил войско в 7000 человек под командованием Дагисфея и 1000 цанов. Армия встала лагерем возле Петры и приступила к осаде. Проводимая неумело и нерешительно, осада завершилась полным провалом. Персидские войска под командованием Михр-Михроя нанесли поражение небольшому византийскому отряду, охранявшему горные проходы, а затем сняли осаду с Петры. 
Оставив 3000 человек в Петре, Михр-Михрой двинулся в Армению, оставив 5000 солдат на разграбление Лазики. Эти силы были разбиты Дагисфеем в битве у реки Фаcис в том же 549 году. Следующее наступление персов было также неуспешным, а их военачальник Хориан был убит в решающей битве у реки Гиппис. 
Из-за неудачи в 550 году произошла смена военного руководства: Дагисфей был отправлен домой, а Вессас принял командование. Осада Петры продолжалась, и в то же время две империи сели, чтобы договориться о перемирии. Весной 551 года Вессасу удалось взять Петру. В результате Губаз отклонил мирное предложение Михр-Михроя. 
Затем персидский полководец Михр-Михрой осадил столицу Лазики Археополь и другие близлежащие крепости, включая Оногурис, а также несколько более мелких крепостей на правом берегу реки Фазис. Оногурис пал, но Вессас с 12 тысячами нанёс Михр-Михрою поражение у Археополя, и персидская армия понесла значительные потери и отступила. Тем не менее, иранскому полководцу удалось захватить Кутаиси и крепость Ухимерион, блокировав важные горные дороги. В свою очередь Вессас подавил проперсидский мятеж абазгов.
Между 552 и 554 годами персы смогли занять только небольшие крепости в Лазике. Летом 554 года Михр-Михрой одержал победу у Телефиса, вынудив отступить византийско-лазские силы к Несосу. Эти поражения обострили отношения между византийскими и лазскими полководцами, Губаз жаловался Юстиниану на военачальников Вессаса, Марнина и Рустиция. Вессас был отозван, а Губаз был убит Рустицием и его братом Иоанном. После смерти Губаза сенатор Анастасий провёл расследование, и Рустиций с Иоанном были арестованы. 
После смерти Михр-Михроя осенью 554 года, иранским главнокомандующим был назначен Нахораган. Он отразил византийское нападение на персидские позиции у Оногуриса и вынудил противника отступить от Археополя, который дважды не удалось захватить Михр-Михрою.

### Конец войны
В 555 году персы Нахорагана продолжили наступление в направлении реки Фасис и осадили одноименный город у черноморского побережья, но были разбиты новым византийским командующим Мартином, который после победы захватил обратно Археополь. Осенью и зимой 556 года византийцы подавили восстание, поднятое горным племенем мисимиян и окончательно изгнали персов из страны.
Война сильно истощила обе воюющие стороны, и в 557 году было заключено временное перемирие, а в 562 году был подписан «Пятидесятилетний мир», который состоял из 13 пунктов. Хосров I признал Лазику вассальным государством Византии, но византийцы должны были платить определенную сумму золота ежегодно в качестве дани.